# Ludus Matutinus

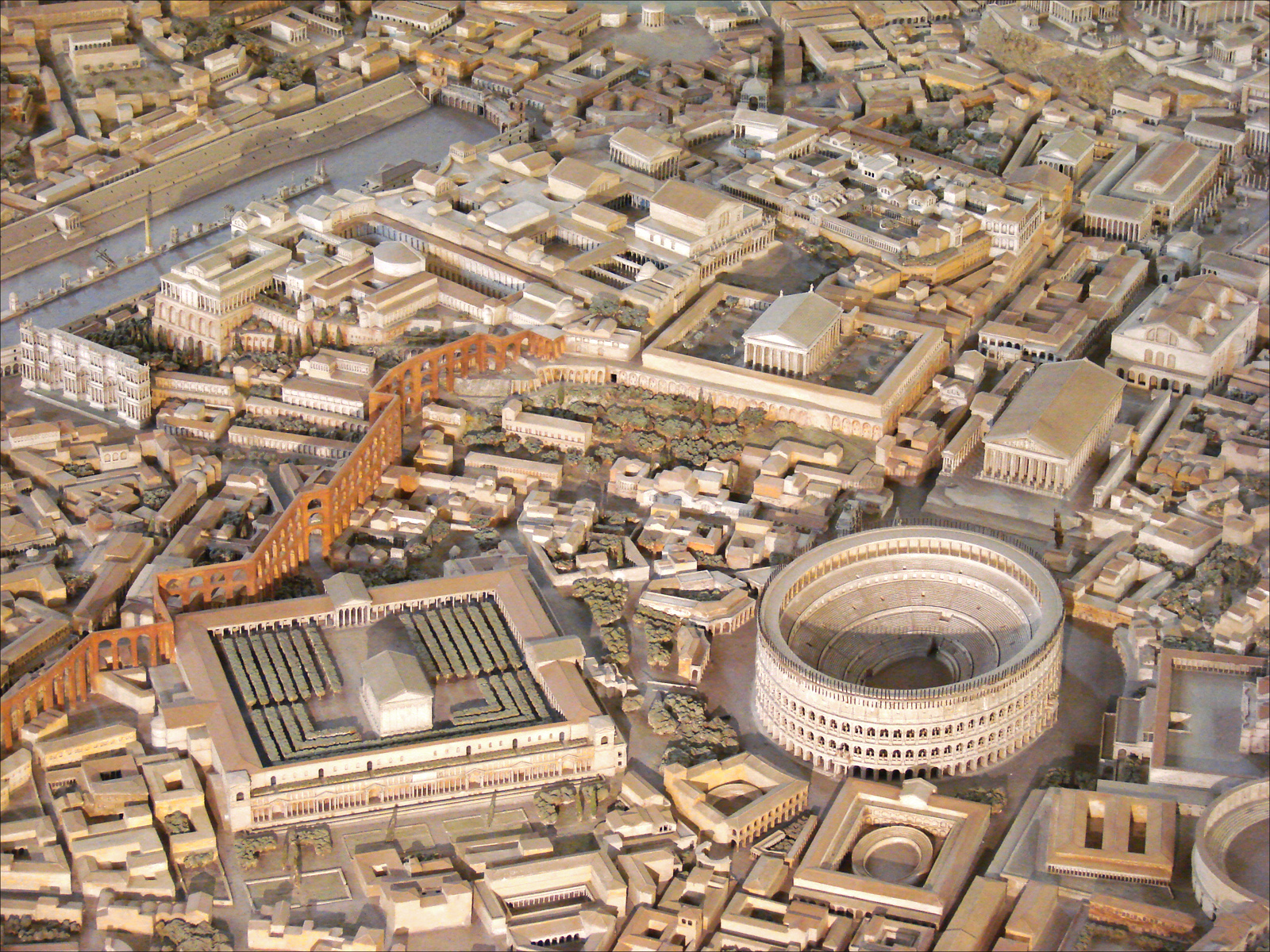
Modelo de Roma en la era constantiniana de Italo Gismondi. El Ludus Matutinus está ubicado entre el Celio y el Ludus Magnus, frente al Coliseo.

El Ludus Matutinus era el edificio de la antigua Roma, ubicado cerca del Coliseo, en el valle entre el Esquilino y el Celio, donde los bestiarios practicaban peleas con animales salvajes, las venatio. En los catálogos regionales se señala como ubicado entre los edificios de la II región de Augusta.
Era uno de los cuatro cuarteles usados como escuelas de gladiadores (ludi) construidos en la capital por Domiciano, junto con el Ludus Magnus, el Ludus Gallicus y el Ludus Dacicus.
No hay restos visibles de las ruinas de este ludus.

## Historia
El Ludus Matutinus fue instituido por el emperador Domiciano como un campo de entrenamiento para luchadores (bestiarios) y animales salvajes dedicados a juegos conocidos como venationes. La escuela estaba dirigida por un fiscal de rango ecuestre nombrado por el emperador.

## Origen del nombre
El Ludus Matutinus es llamado así porque las venationes o peleas con animales, que tenían lugar allí, se llevaban a cabo por la mañana, mientras que las luchas de gladiadores se desarrollaban por la tarde.

## Descripción
La estructura del Ludus Matutinus era probablemente similar a la del Ludus Magnus, es decir, con una arena rodeada por una cávea, todo insertado en un entorno porticado rectangular.

## Ubicación
El Ludus Matutinus estaba ubicado al sureste del Coliseo y al sur del Ludus Magnus, entre el templo del Divo Claudius en el Celio y el antiguo vicus Capitis Africae, donde se excavaron los cimientos elípticos de la cávea en 1938.
Parece haber sido construido en lugar de un edificio más antiguo, tal vez el ludus bestiarius mencionado por Séneca.

## Los demásludi
Los otros ludi construidos por Domiciano fueron:
- el Ludus Magnus, la principal sede y gimnasio de los gladiadores, parcialmente excavado y visible entre la Plaza del Coliseo y la Vía Labicana;
- el Ludus Dacicus, tal vez inicialmente destinado a los prisioneros de las expediciones llevadas a cabo en Dacia por Domiciano. Según un fragmento de la Forma Urbis que lo representa, parece haberse situado entre las Termas de Trajano y el Ludus Magnus, al norte de las mismas, más allá de la Vía Labicana;
- el Ludus Gallicus, quizás destinado a gladiadores de origen galo y de incierta ubicación;

Horacio cita, alrededor de 10 a. C., un ludus Aemilius, un cuartel de gladiadores perteneciente a un miembro de la gens Emilia y de ubicación incierta, más tarde transformado en un baño público (Balneus Polycleti).